# Törtel, Pesta
Törtel  este un sat în districtul Cegléd, județul Pesta, Ungaria, având o populație de 4.406 locuitori (2011). 

## Demografie
Componența etnică a satului Törtel
     Maghiari (95,37%)
     Romi (4,06%)
     Necunoscut (0,29%)
     Alții (0,29%)
Componența confesională a satului Törtel
     Romano-catolici (54,83%)
     Fără religie (9,06%)
     Reformați (7,13%)
     Necunoscută (28,35%)
     Alte religii (1,34%)
Conform recensământului din 2011, satul Törtel avea 4.406 locuitori. Din punct de vedere etnic, majoritatea locuitorilor (95,37%) erau maghiari, cu o minoritate de romi (4,06%). Apartenența etnică nu este cunoscută în cazul a 0,29% din locuitori.  Din punct de vedere confesional, majoritatea locuitorilor (54,83%) erau romano-catolici, existând și minorități de persoane fără religie (9,06%) și reformați (7,13%). Pentru 28,35% din locuitori nu este cunoscută apartenența confesională.